# هانس آرك
هانس آرك (بالإنجليزية: Hannes Arch) (من مواليد 22 سبتمبر 1967 - تُوفي في 8 سبتمبر 2016) وهو طيار نمساوي شارك في بطولة ريد بول الجوية العالمية من عام 2007 إلى عام 2016.
فاز هانس ببطولة العالم في موسم 2008.

## حياته
ولد هانس آرك في ليوبين، النمسا في عام 1967.

## وفاته
توفي هانس آرك في 8 سبتمبر / أيلول 2016 في حادث تحطم طائرة مروحية في جبال الألب النمساوية أثناء هبوط طائرة هليكوبتر. أقلعت الطائرة في حوالي الساعة 9:15 مساء، ضُربت المروحية الجانبية بسبب اصطدامها بالجبل، توفي هانز من كسر في الرقبة. رافق آرك في المروحية رينهارد ب. وهو ألماني يبلغ من العمر 62 عاما، وكان يدير كوخ جبال الألب. أصيب الألماني بجروح خطيرة في الحادث ولكنه نجا.
دفن هانس آرك في جنازة حضرها أقربائه في تروفياش في 13 سبتمبر 2016.

## نتائج سباق ريد بول الجوي
| هانس آرك في بطولة ريد بول الجوية العالمية | هانس آرك في بطولة ريد بول الجوية العالمية | هانس آرك في بطولة ريد بول الجوية العالمية | هانس آرك في بطولة ريد بول الجوية العالمية | هانس آرك في بطولة ريد بول الجوية العالمية | هانس آرك في بطولة ريد بول الجوية العالمية | هانس آرك في بطولة ريد بول الجوية العالمية | هانس آرك في بطولة ريد بول الجوية العالمية | هانس آرك في بطولة ريد بول الجوية العالمية | هانس آرك في بطولة ريد بول الجوية العالمية | هانس آرك في بطولة ريد بول الجوية العالمية | هانس آرك في بطولة ريد بول الجوية العالمية | هانس آرك في بطولة ريد بول الجوية العالمية | هانس آرك في بطولة ريد بول الجوية العالمية | هانس آرك في بطولة ريد بول الجوية العالمية | هانس آرك في بطولة ريد بول الجوية العالمية |
| السنة                                     | 1                                         | 2                                         | 3                                         | 4                                         | 5                                         | 6                                         | 7                                         | 8                                         | 9                                         | 10                                        | 11                                        | 12                                        | النقاط                                    | الفوز                                     | الترتيب                                   |
| ----------------------------------------- | ----------------------------------------- | ----------------------------------------- | ----------------------------------------- | ----------------------------------------- | ----------------------------------------- | ----------------------------------------- | ----------------------------------------- | ----------------------------------------- | ----------------------------------------- | ----------------------------------------- | ----------------------------------------- | ----------------------------------------- | ----------------------------------------- | ----------------------------------------- | ----------------------------------------- |
| 2007                                      | الإمارات العربية المتحدة                  | المركز الرابع                             | المركز العاشر                             | المركز الحادي عشر                         | إسبانيا                                   | المركز الثاني عشر                         | المركز الحادي عشر                         | المركز العاشر                             | المركز الثاني عشر                         | المركز العاشر                             | المكسيك                                   | المركز التاسع                             | 3                                         | 0                                         | المركز العاشر                             |
| 2008                                      | المركز الثاني                             | المركز الرابع                             | المركز الثالث                             | السويد                                    | المركز الثاني                             | المركز الثالث                             | المركز الأول                              | المركز الأول                              | إسبانيا                                   | المركز الثالث                             |                                           |                                           | 61                                        | 2                                         | المركز الأول                              |
| 2009 ‏                                     | المركز الأول                              | المركز الثالث                             | المركز الثاني                             | المركز الرابع                             | المركز الثاني                             | المركز الرابع                             |                                           |                                           |                                           |                                           |                                           |                                           | 60                                        | 1                                         | المركز الثاني                             |
| 2010 ‏                                     | المركز الحادي عشر                         | المركز الأول                              | المركز الأول                              | المركز الأول                              | المركز الرابع                             | المركز الأول                              | المجر                                     | البرتغال                                  |                                           |                                           |                                           |                                           | 60                                        | 4                                         | المركز الثاني                             |
| 2014                                      | المركز الثاني                             | المركز الأول                              | المركز الثاني                             | المركز الأول                              | المركز الثامن                             | المركز الثامن                             | المركز الخامس                             | المركز الرابع                             |                                           |                                           |                                           |                                           | 53                                        | 1                                         | المركز الثاني                             |
| 2015                                      | الإمارات العربية المتحدة ·                | اليابان · 11                              | كرواتيا · 1                               | المجر · 1                                 | المملكة المتحدة · 8                       | النمسا · 12                               | الولايات المتحدة · 9                      | الولايات المتحدة · 5                      |                                           |                                           |                                           |                                           | 34                                        | 2                                         | 3                                         |
| 2016                                      | الإمارات العربية المتحدة ·                | النمسا · 2                                | اليابان · 6                               | المجر · 2                                 | المملكة المتحدة · 3                       | ألمانيا · 5                               | الولايات المتحدة ·                        | الولايات المتحدة ·                        |                                           |                                           |                                           |                                           | 41                                        | 0                                         | 3                                         |

## وصلات خارجية
- Air-races.com profile
- Aerobatics website with Hannes Arch videos
- Red Bull Air Race World Series official website

| مناصب رياضية      | مناصب رياضية                             | مناصب رياضية    |
| ----------------- | ---------------------------------------- | --------------- |
| سبقه مايك مانغولد | بطولة ريد بول الجوية للسباق العالمي 2008 | تبعه بول بونهوم |